# أورين فرينك
أورين فرينك (بالإنجليزية: Orrin Frink)‏ هو رياضياتي أمريكي، ولد في 31 مايو 1901 في بروكلين في الولايات المتحدة، وتوفي في 4 مارس 1988 في كينبونكبورت في الولايات المتحدة.